# Jezikoslovlje
Jezikoslovlje ili lingvistika humanistička je znanost kojoj su predmet istraživanja jezik i govor. Oni čine dva aspekta jezične djelatnosti čovjeka. Istražuje ih se u svim oblicima i međusobnim odnosima.
Jezikoslovlje je interdisciplinarna znanost koja se bavi proučavanjem jezika, kognitivnih i psiholoških procesa pri njegovoj uporabi te tehnologijā za analizu, generiranje te obradu teksta i govora.
Jezična djelatnost oblik je komunikacijske i društvene prakse koja čovjeku omogućuje mijenjanje svijeta koji ga okružuje. Jezikoslovlje nastoji poredbenom metodom utvrditi pravilnosti koje vladaju u jezičnom izražavanju, a s druge strane opisati i klasificirati sve jezične pojave bez obzira na njihovu međusobnu srodnost (povijesna povezanost, logičko-izražajna izrađenost, kulturna važnost, književna upotreba...). Jezikoslovlje čini spojnu kariku između humanističkih i prirodnih znanosti.
Jezik je apstraktan sustav znakova koji su u relativnim međusobnim odnosima, jezikoslovlje proučava taj sustav, ono apstraktno, ali i njegovu realizaciju, ono konkretno što je rezultat psihofizičkog djelovanja. Jezikoslovlje tako proučava i psihološke, fizikalne, kognitivne te razne druge procese.
Proučavanjem glasovne artikulacije bavi se fonetika. Treba napomenuti da realizacija jezika ne znači nužno glasovnu artikulaciju, nego ona može biti i gestovna kao u hrvatskome znakovnom jeziku.

## Naziv
Uz domaći termin upotrebljava se i internacionalizam lingvistika (fr. linguistique od lat. lingua 'jezik'). Domaća riječ ponekad ne može označiti i obuhvatiti sve što bi trebala pa se ipak govori o sociolingvistici, pragmalinvistici, tekstnoj lingvistici, generativnoj lingvistici i sl.
Jezikoslovlju se prigovara da je to riječ koja zapravo označava filologiju, da je zastarjela i da je odraz politike jezičnog planiranja i jezičnog purizma nakon osamostaljenja Republike Hrvatske.[nedostaje izvor] Činjenica jest da se usporedno upotrebljavaju i riječ jezikoslovlje (npr. Institut za hrvatski jezik i jezikoslovlje), ali i lingvistika (npr. Hrvatsko društvo za primijenjenu lingvistiku).
Dugi jezici također često uz internacionalizam upotrebljavaju i domaću riječ: njem. Sprachwissenschaft i Linguistik, rus. jazykoznanie i lingvistika, niz. taalwetenschap/taalkunde i linguïstiek, tal. glottologia i linguistica, i tako dalje.

## Discipline
Budući da je jezikoslovlje složeno i interdisciplinarno, sistematizacija njegovih disciplina je otežana. Moguće je napraviti dvije veće podjele. U prvu podjelu moguće je ubrojiti discipline koje proučavaju sâm jezik, negov sastav i strukturu. Te discipline ekvivalentne su jezičnim razinama. U drugu kategoriju moguće je svrstati jezikoslovne discipline koje promatraju jezik izvan njega samoga, u odnosu prema prema nečemu što je dio izvanjezične zbilje. 

### Metode proučavanja strukture jezika
Osnovne metode i jezične razine su:
- Fonologija – jezikoslovna disciplina koja proučava funkciju glasova u jezičnom sustavu. Osnovna jedinica u fonologiji je fonem – jedinica manja od jezičnog znaka. Fonemi nisu jezični znakovi – imaju izraz, ali nemaju sadržaj. Apstraktne su jedinice, predodžbe u svijesti govornika. U realizaciji jezika ostvaruju se alofoni, njihove pozicijske varijante. Postojanje fonema utvrđuje se metodom minimalnih parova.
- Morfologija – nauka o oblicima pojedinih riječi i njihovim funkcijama u sastavu oblika koji tvore riječ kao jezični izraz pojma. Odnosno, bavi se najmanjim jezičnim znakovima, jedinicama s izrazom i sadržajem, morfemima. Zadaća morfologije je utvrditi i sintatmatske i paradigmatske odnose koji tvore morfološki sistem nekog jezika. Morfologija se pokušava zadržati samo na proučavanju izraza morfema, ali kako se radi o jezičnim znakovima, izraz je izravno vezan sa sadržajem.
- Morfonologija – ponekad i morfofonologija,  proučava fonemski sastav morfema (fonološku strukturu morfema, fonološke razlike na morfološkom planu). Tradicionalno se govori o glasovnim promjenama. Disciplina koja spaja predmete i metode proučavanja fonologije i morfologije. Proučava ulogu fonetičkih struktura u tvorbi oblika ili učenju o morfonemima. Morfonologija utvrđuje zakonitosti različitog fonološkog izraza istog morfema.
- Sintagmatika – nauka o skupovima riječi i funkcijama pojedinih tipova riječi u njima, bavi se unutrašnjim ustrojstvom rečenice. Objekt proučavanja sintagmatike je sintagma – složeni jezični znak – skup riječi ili dio rečenice i ima semantičku i sintaktičku samostalnost.
- Sintaksa – proučava rečenice, tipove rečenica, funkciju i strukturu.
- Tvorba riječi – proučava morfološku strukturu riječi kako bi se došlo do zakonitosti po kojima se u jeziku mogu stvarati nove riječi ili rječotvorna gnijezda. Osnovni postupci pri stvaranju novih riječi su derivacija i kompozicija. U derivaciji se leksemima dodaju različiti gramatemi, a kompozicijom se prvo slažu dva ili više leksema, a onda im se dodaje gramatem.
- Leksikologija – proučava morfološki i semantički sastav jezičnog sustava. Unutar leksikologije možemo govoriti i o leksikografiji, disciplini koja se bavi pisanjem rječnika, odnosno metodom i načinom zapisivanja morfološkog i semantičkog sastava jezika u rječničke knjige. Disciplinom unutar leksikologije smatra se i frazeologija – nauka o leksikaliziranim skupovima riječi i njihovim vrstama, o spojivosti riječi i povezanosti njihova značenja u određenim skupinama. Etimologija pak proučava podrijetlo riječi, njihovu etimološku srodnost te mijenjanje njihovih značenja u danom jeziku ili u skupini srodnih jezika.
- Stilistika – nauka o izboru i upotrebi riječi i njihovih oblika u određenim stilovima jezika, ali i odnosu različitih stilova unutar jednog jezika. Stilistika proučava i ekspresivna svojstva jezika. Neki stilistiku smatraju i dijelom teorije književnosti.
- Semantika – proučava plan sadržaja u jeziku na svim nivoima. Osnovna semantička jedinica je semantem – jedinica kojoj na planu izraza odgovara morf. Kada jedinici na planu izraza morfu dodamo jedinicu na planu sadržaja semantem, dobiva se morfem koji je najmanji jezični znak. Semantemi se dijele na gramateme i lekseme. Gramatemi odražavaju dijelove unutar samog jezika kao sustava, gramatem ocrtava jezik i ono što mu je svojstveno. Leksemi pak označuju i sadržavaju ono što je izvan jezika, neki podskup univerzuma. Gramatemi su ograničeni jer jezik ima ograničen broj jedinica, dok je broj leksema barem teoretski neograničen. Semantemi s barem jednim zajedničkim elementom čine semantičko polje, a sva semantička polja nekog jezika s barem jednim zajedničkim elementom čine grozd semantičkih polja.

### Discipline po pristupu proučavanju jezika
Predmeti jezikoslovnih proučavanja u odnosu jezika prema vanjskom svijetu moguće je sistematizirati na sljedeći način:
- Antropološka lingvistika – jezikoslovna disciplina koja proučava jezike kultura koje nemaju pismo. Bavi se i proučavanjem variranja i upotrebe jezika u vezi s kulturnim obrascima i vjerovanjima ljudi po pravilima antropološke teorije i metoda. Proučava kako se pripadnik (obično primitivne) zajednice može prepoznati kao član društvene, vjerske, profesionalne ili rodbinske grupe.
- Arealna lingvistika – bavi se proučavanjem lingvističkih areala, odnosno raspodjelu i prisutnost lingvističkih pojava u prostoru.
- Behavioristička lingvistika – na jezik gleda kao na jedan od oblika (ili vrsta) ljudskog ponašanja.
- Biolingvistika – bavi se biloškim preduvjetima za razvoj i korištenje jezika kod čovjeka. U domenu proučavanja ulazi i promatranje genetskog prenosa jezika, neurofiziološki modeli jezične proizvodnje, anatomske paralele između čovjeka i drugih vrsta, ali i razvoj patoloških formi jezičnog ponašanja.
- Deskriptivna lingvistika – pravac po kojemu je glavna zadaća jezikoznanstva izgradnja opće teorije jezičnog izraza kao osnove za detaljnu i iscrpnu konstrukciju (inventarizaciju) činjenica koje se odnose na sustave izraza pojedinih jezika. Teži čisto formalnom opisu jezika, odnosno prikazati sve jezične jedinici i njihove međusobne odnose.
- Etnolingvistika – jezik se proučava u vezi s istraživanjem etničkih tipova i ponašanja. Ovaj se termin djelomično podudara s antropološkom lingvistikom i sociolingvistikom što odražava podudaranja polja interesa međusobno sličnih disciplina – enologije, antropologije i sociologije.
- Filozofska lingvistika – jedna je od slabije razvijenih grana lingvistike. S jedne strane proučava ulogu jezika u razmjenjivanju i objašnjavaju filozofskih pojmova, a s druge strane filozofski status lingvističkih teorija, metoda.
- Normativna lingvistika – izučava jezične pojave s tendencijom da formulira i propiše pravila o upotrebi jezičnog sustava u govoru. Ovu jezikoslovnu granu vežemo uz pojavu i brigu o standardnom jeziku.
- Povijesno jezikoslovlje – kao što i samo ime govori, proučava jezične promjene u određenom vremenskom toku. Uspoređuje vremenski odijeljene presjeke jezičnih sistema i istraćuje zakonitosti kojie uvjetuju promjene nastale između tih presjeka.
- Poredbeno jezikoslovlje – disciplina koja se bavi uspoređivanjem jezikâ.
- Matematička lingvistika – grana je koja izučava matematička svojstva jezika, obično upotrebljavajući pojmove statistike i algebre. Njezinom razvoju doprinio je razvoj teorije informacija i računalna analiza. Ovim postavkama osobito se koristila generativna lingvistika. Matematička lingvistika statističkim analizama omogućuje utvrđivanje distribucije i frekvencije jezičnih jedinica i time pomaže pri utvrđivanju autorstva.
- Neurolingvistika – bavi se proučavanjem neurološke osnove razvoja i uporabe jezika kod čovjeka i nstoji konstruirati model procesa kojima mozak kontrolira govor i sluh.
- Računalno jezikoslovlje – grana lingvistike u kojoj se računalna tehnika primjenjuje u svrhu razrešavanja najrazličitijih lingvističkih problema. Računalna lingvistika omogućuje računalnu obradu sinteze govora, prepoznavanje govora, automatsko prevođenje, izradu konkordancija, provjera gramatike na računalima i dr.
- Teorijsko jezikoslovlje – ponekad nazivana i općim jezikoslovljem, s gledišta jezičnog proučavanja najšira je od svih disciplina.

## Povijest
Dokazi o čovjekovu svjesnu promišljanju o jeziku stari su oko dva i pol tisućljeća, a ipak se o lingvistici govori tek unazad dva stoljeća.

### Rana povijest
U najranijim vremenima čovjek je kroz religiju i mit pokušao sebi objasniti postanak jezika. Biblijska starozavjetna Knjiga postanka spominje kulu koju je čovjek htio sagraditi kako bi došao do Boga, ali da ih spriječi, Bog je ljudima pobrkao jezike i onemogućio ih u njihovu naumu. Sličan mit postoji i u srednjoameričkih Maja, afričkog plemena Subiya, burmunskog naroda Lahu i zapadnokineskog plemena Lolo.[nedostaje izvor]
Najstariji praktični dokazi o bavljenju jezikom pronađeni su u sumersko-asirskim silabarima i popisima riječi iz 2. tisućljeća prije Krista.
U staroj Indiji Pânini (Osam razdjela) i Kâtyâyan (Napomenama) proučavaju sanskrt u svrhu tumačenja i priređivanja svetih vedskih tekstova.
U antičkoj Grčkoj i Rimu filozofija, retorika i logika imale su velik ugled, pa se jezik i proučavalo upravo kroz te discipline, a osnovno pitanje koje je zaokupljalo mislioce bio je odnos riječi i stvari koje imenuju, zanimalo ih je je li taj odnos unaprijed zadan, prirodan ili pak arbitraran.
U ranome srednjem vijeku izjednačavaju se jezik i gramatika jer se smatralo da je gramatika shematski prikaz jezika. Skolastici su smatrali da logika i jezik imaju isti predmet – smislenu rečenicu.
Humanizam i renesansa predstavljaju svojevrstan zaokret u odnosu na prošlo razdoblje, polako se shvaća da su proučavanja vrijedni i narodni jezici, ne samo latinski, a prvo važnije djelo posvećeno narodnom jeziku je Nauk o pučkom jeziku Dantea Alighierija.
U sljedećem razdoblju (17. i 18. st.) na jezik se gledalo idealistički, vjerovalo se u nadređenost duha materiji. Mislilo se da jezik odražava duh nacije, ali ga se i dovodilo u izravno vezu s čovjekovom sposobnošću razmišljanja, odnosno smatralo se da čovjek i misli zato što se služi jezikom. O jezikoslovlju kao samostalnoj znanstvenoj disciplini – koja je izvan domene logike, retorike i filozofije – prvi se puta govori u 19. st. Tvorcem takve opće lingvistike smatra se Wilhelm von Humboldt. Jakoba Grimma se uzima za začetnika povijesnog jezikoslovlja jer je njegovo djelo Deutsche Grammatik zapravo pregled povijesnog razvoja germanskih jezika. U 19. stoljeću u domeni poredbeno-povijesnog jezikoslovlja djeluju i mladogramatičari (njem. Junggrammatiker). Jezik promatraju kroz određene fonetske zakonitosti i analogije. Glavni predstavnici su Hermann Paul, Karl Brugmann, Berthold Delbrück te August Leskien. U Jugoslaviji se na njihova tumačenja nadovezuju Aleksandar Belić, Petar Skok, Stjepan Ivšić i Fran Ramovš.

### Suvremena lingvistička teorija
Sva teorijska razmišljanja do početka 20. st. samo su uvertira strukturalističkoj teoriji koju će postaviti ženevski lingvist Ferdinand de Saussure (1857 - 1913). Sam strukturalizam gleda na jezik kao na strukturu jedinica koje stoje u međusobnom donosu, a vrijednost dobivaju ovisno o uporabi ili opoziciji prema drugim jezičnim elementima u komunikacijskom procesu. Na Saussurov se strukturalizam nadovezuju i druge lingvističke škole dvadesetog stoljeća, ali s pomalo izmijenjenim teorijskim pogledima na jezik – ženevska škola, praška fonološka škola, funkcionalna lingvistika, glosematika, biheviorizam itd.
Iako se strukturalističke postavke rađaju u Europi i u Americi uzimaju maha, a predstavnici su Leopold Bloomfield koji je postavio temelje povijesnoj strukturalnoj lingvistici u Americi i Avram Noam Chomsky, tvorac generative gramatike. Važno je naglasiti da se danas jezik više ne promatra kao odraz duha, niti se mitologizira na bilo koji način, jeziku se više ne pristupa sa stajališta mita ili religije, u 20. st. govori se o lingvistici i jezik se pokušava sagledati i opisati metodama egzaktnih znanosti.

### Strukturalizam
Budući da je strukturalizam učenje koje na jezik gleda kao na sustav znakova koji ima svoju strukturu, a sve što je u jeziku relevantno mora se moći iskazati na planu izraza. Saussureov Tečaj opće lingvistike izdan 1916. posthumno. De Saussure je lingvističku naobrazbu stekao u Leipzigu učeći od mladogramatičara, a zatim je bio profesorom lingvistike u Parizu i Ženevi gdje je održao tri ciklusa predavanja. Tečaj su priredili njegovi studenti Charles Bally (1865. – 1974.) i Albert Sèchehaye (1870. – 1956.) na temelju studentskih bilježaka. Tečaj nije plod trenutnog nadahnuća autora, nego rezultat sazrijevanja jezikoslovne misli, a utjecaj na Saussura mogli su imati američki sanskrtolog William Dwight Whithey (1827. – 1894.) i poljski lingvist Jan Ignaciy Baudouin de Courtenay.
Ferdinand de Saussure smatrao je da je predmet lingvističkog istraživanja mora biti sam jezik. Nastojao je proučiti zakonitosti koje su svojstvene svim jezicima. Jezik smatra sustavom znakova, slično kao što su to znakovni jezici (svaki izraz – pokret ruke, gesta lica – ima neko značenje) ili vojni signali. Sukladno tome, pokušava uspostaviti novu disciplinu – semiologiju – znanost o znakovima, a jezikoslovlje bi trebalo biti samo jednom od njezinih disciplina. Uz to, jezik promatra kao psihičku, a govor kao psihofizičku pojavu. Po njegovu tumačenju jezik je neopipljiv, postoji samo u svijesti govornika konkretnog jezika, apstraktan je i svodi se na mogućnost izražavanja misli. Sam čin izražavanja Sassure naziva govorom i to je realizacija jezika. Govor smatra individualnom, a jezik društvenom pojavom.
Naravno, iako vrlo važna, ovakva teorija nailazila je na kritike. F. de Saussure je sustav shvatio prekrutno. Smatrao je da se ljudi razumiju samo ako sustav ostaje nepromijenjen, izmjenom kojeg od elemenata sustav se ruši i onemogućuje komunikaciju. Takvo razmišljanje vjerojatno je uvjetovano pridavanjem pažnje isključivo sinkoniji. Jezik se neprestano razvija i mijenja. Unatoč promjenama (uvođenje novih leksema za moderne i tek izmišljene predmete) govornici određenog jezika uglavnom se razumiju. Taj problem pokušali su riješiti pripadnici praške lingvističke škole govoreći o elastičnoj stabilnosti jezika (Vilém Mathesius, O požadavku stability ve spisovném jazyce, 1932).

### Hrvatska
Za područje bivše Jugoslavije, tj. za bivši srpskohrvatski/hrvatski ili srpski jezik, moglo bi se zaključiti sljedeće: do konca 19. stoljeća stvorena su mnoga važna djela na području leksikografije (rječnici) i gramatike. Najbrojnija su djela hrvatskih jezikoslovaca, od Vrančića i Kašića (1595. i 1604., respektivno), pa sve do Zagrebačke škole u 1870-ima. U tom je razdoblju objavljeno mnoštvo rječnika i gramatika. Bošnjaci su počeli svoj leksikografski rad s Uskufijom (1631.), no, to je ostao izolirani prodor zbog više povijesnih razloga. Prvu srpsku gramatiku i rječnik objelodanio je 1818. Vuk Karadžić, iako mu prethode neka djela iz ortografije ili pravopisa autorom kojih bijaše Sava Mrkalj. No, ta važna djela ne ulaze u repertoar znanstvenih škola filologije i jezikoslovlja modernoga doba – iako su izuzetno važna, pa čak i važnija od kasnijih opisa navedenih djela koja su dovršila ili dovršavaju modernu jezičnu standardizaciju. Od kraja 19. stoljeća do 2. svjetskoga rata u području proučavanja hrvatskog jezika, utjecajem je prevladala ispolitizirana mladogramatičarska škola, a njen najistaknutiji predstavnik hrvatski jezikoslovac Tomo Maretić. U svojim gramatikama, kao i leksikografskom radu, te brojnim opsežnim studijama, zasnovao je klasični oblik toga jezika, u dobrom dijelu ugledajući se na nazore Vuka Karadžića, zanemarivši stoljeća hrvatske jezikoslovne tradicije. Srpski filolog Aleksandar Belić, najistaknutiji srpski jezikoslovac prve polovice 20. stoljeća, dao je mnoge istaknute radove iz dijalektologije, općeg jezikoslovlja i slavistike, a njegov utjecaj se protegao i na područje srpskog pravopisa, kakav je kratkotrajno bio nametnut i u Hrvatskoj. Uoči 2. svjetskoga rata, a najviše u 50-im i 60-im godinama, među hrvatskim jezikoslovcima (Katičić, Brozović) jača utjecaj strukturalizma i sociolingvistike, koji postaju dominantni i istiskuju mladogramatičarska shvaćanja. Po svojoj prirodi, strukturalizam temeljen na djelima de Saussurea i Jakobsona, bio je moderniji i bolje pojmovno ustrojen od mladogramatičarske škole da se nosi s dilemama u odnosima hrvatskog i srpskog, a kasnije i bosanskog jezika.[nedostaje izvor] Srpski, bošnjački i hrvatski jezikoslovci su, naravno, posvetili svoj interes i područjima koja nemaju veze s nacionalno-jezičnim pitanjima (npr. neurolingvistici, kognitivnom jezikoslovlju i sl.), no polja koja zahvaćaju status i stanje hrvatskog, bošnjačkog i srpskog jezika su, najčešće: leksikografija i povijesna leksikografija, arealno jezikoslovlje i dijalektologija, korpusno jezikoslovlje i sociolingvistika, kao i opis standardnih jezika u svim klasičnim jezikoslovnim područjima, od fonetike do pragmatike.

## Vanjske poveznice
- Applied Linguistics Official Website (engl.)
- Institut za hrvatski jezik i jezikoslovlje (IHJJ)
- The Linguist List
- The Linguist.Org
- Odjel za lingvistiku Sveučilišta u Zadru
- Odsjek za lingivistiku Filozofskog fakulteta u Zagrebu